# Centre de civilisation française et d'études francophones
Le Centre de civilisation française et d'études francophones (en polonais Ośrodek Kultury Francuskiej i Studiów Frankofońskich) de l'université de Varsovie a été créé sur la base de la déclaration franco-polonaise du 21 février 1958, qui instituait également un Centre de civilisation polonaise à la Sorbonne.
Il a porté différentes dénominations, notamment Centre d'études de la civilisation française, Centre d'études françaises de l'Université de Varsovie, Centre interuniversitaire d'études de civilisation française auprès de l'Université de Varsovie, etc.

## Activités
Les modes d'action du centre ont varié au cours des années. Les principales modalités sont l’organisation de conférences et la contribution à des publications.

### Conférences, débats et séminaires
On peut relever notamment :
- Colloque franco-polonais dédié à la problématique de la ville et de la participation citadine
- Conférence Que peuvent les intellectuels ? et rencontre-débat La tentation perpétuelle de la démocratie non-libérale (avec Pierre Rosanvallon)[3].
- Emmanuel Levinas et la pensée contemporaine
- La pensée européenne et l’ailleurs de l’Europe
- Représentations de la Shoah en Pologne et en France (séminaire interdisciplinaire avec : Dorota Felman, Justyna Kowalska-Leder, Judith Lyon-Caen, Sophie Wahnich, Jasmine Getz, Tal Bruttmann, Philippe Zard)
- Rousseau et Diderot : traduire, interpréter, connaître
- La littérature francophone en Haïti (avec Michel Soukar)
- Quels défis pour l'UE après le printemps arabe et l'intervention au Mali ?
- La réception de Pierre Bourdieu en Pologne
- L'Europe de Geremek est-elle encore possible ?
- La communication politique en Europe (avec Dominique Wolton, Joanna Nowicki, etc.)
- L'Otan et la défense européenne (avec Hubert Védrine et Pierre Buhler)
- Camus, l'Homme révolté en Europe centrale (avec Jeanyves Guérin)
- La Chine de Xi Jinping (conférence de François Godement)
- Qui doit payer pour la culture ? (avec Krzysztof Czyżewski, Frédéric Martel, Paweł Potoroczyn (pl))
- La Pensée française du XXIe siècle (avec Rémi Brague, Éric Baratay, Annette Wieviorka)

Une partie des événements organisés au Centre de civilisation française et d'études francophones est accessible sur le site de l'organisme.

### Publications
à titre d'exemples...
- L'Illustration du livre et la littérature au XVIIIe siècle en France et en Pologne, 1982
- Le Centenaire de la Commune de Paris, 1971
- Apollinaire au tournant du siècle, 1984
- L'ancien théâtre en France et en Pologne, 1992